# 邱国光
邱国光（1918年—2001年），中国人民解放军将领、中国人民解放军开国少将。
曾任中国人民解放军广州军区后勤部部长。1955年，授予中国人民解放军少将。